# Sklave
Sklave (în bulgară Склаве) este un sat în Obștina Sandanski, Regiunea Blagoevgrad, Bulgaria.

## Demografie
Componența etnică a satului Sklave
     Bulgari (73,08%)
     Romi (5,87%)
     Nicio identificare (20,49%)
     Altele (0,54%)
La recensământul din 2011, populația satului Sklave era de 1.464 locuitori. Din punct de vedere etnic, majoritatea locuitorilor (73,08%) erau bulgari, cu o minoritate de romi (5,87%). Pentru 20,49% din locuitori nu este cunoscută apartenența etnică.